# Tagasta
Tagasta es un género de saltamontes de la subfamilia Pyrgomorphinae, familia Pyrgomorphidae, y está asignado a la tribu Tagastini. Este género se distribuye en Asia (India, China y el Sudeste asiático).

## Especies
Las siguientes especies pertenecen al género Tagasta:
- Tagasta anoplosterna (Stål, 1877)
- Tagasta brachyptera Liang, 1988
- Tagasta celebesica (Karsch, 1888)
- Tagasta gui Yin, Ye & Yin, 2009
- Tagasta hoplosterna (Stål, 1877)
- Tagasta indica Bolívar, 1905
- Tagasta inornata (Walker, 1870)
- Tagasta insularis Bolívar, 1905
- Tagasta longipenne Balderson & Yin, 1987
- Tagasta marginella (Thunberg, 1815)
- Tagasta nigritibia Mao & Li, 2015
- Tagasta rufomaculata Bi, 1983
- Tagasta striatipennis Ramme, 1941
- Tagasta tonkinensis Bolívar, 1905
- Tagasta yunnana Bi, 1983